# الرابطة الوطنية لكرة القدم هواة 2013–14
 الرابطة الوطنية لكرة القدم هواة هي القسم الثالث لكرة القدم في الجزائر. الرابطة لها ثلاث مجموعات على أساس جهة النادي في البلاد،كل مجموعة تتكون من 16 ناديا من الجهة المعنية.

## الأندية المشاركة[1]
الأندية الحالية في موسم 2013-2014 كالتالي :

### المجموعة الشرقية
| - مولودية قسنطينة - وفاق القل - جمعية عين مليلة - اتحاد البرج |  | - شبيبة سكيكدة - حمرا عنابة - ترجي قالمة - اتحاد خنشلة |  | - اتحاد تبسة - اتحاد عين البيضاء - نادي تقرت - دفاع تاجنانت |  | - اتحاد بسكرة - وداد رمضان جمال - هلال شلغوم العيد - نجم مقرة |

### مجموعة الوسط
| - نجم القليعة - اتحاد الأخضرية - نجم البرواقية - نادي الرغاية |  | - نادي بارادو - اتحاد واد أميزور - شبيبة حايد الجبل - مولودية المخادمة |  | - رائد القبة - اتحاد الشراقة - اتحاد خميس الخشنة - وفاق المسيلة |  | - شبيبة الشراقة - نادي الدار البيضاء - نجم سور الغزلان - وداد بوفاريك |

### المجموعة الغربية
| - سريع غيليزان - نادي مثالية تيغنيف - اتحاد مغنية - أولمبي أرزيو |  | - شبيبة تيارت - وداد مستغانم - نجم الأربعاء - اتحاد الرمشي |  | - مولودية الحساسنة - نادي سنجاص - رائد واد الرهيو - غالي معسكر |  | - سريع المحمدية - شباب بن باديس - شباب تموشنت - هلال سيق |

## وصلات خارجية
- موقع الرابطة الوطنية لكرة القدم هواة
- موقع مولودية قسنطينة